# Gujin Tushu Jicheng

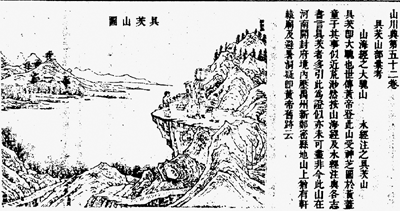
Gujin Tushu Jicheng.

La Gujin Tushu Jicheng (古今圖書集成, Gǔjīn Túshū Jíchéng; lit. Completa Colección de Ilustraciones y de Escrituras desde el Principio de los tiempos hasta los Tiempos Actuales) es un vasto trabajo enciclopédico escrito en China durante los reinos de los emperadores Kangxi y Yongzheng durante la dinastía Qing, completado en 1725. La primera edición tenía 64 libros.
Esta obra fue encabezado por el erudito Chen Menglei, y más tarde por Jiang Tingxi. Contiene 800.000 páginas con más de 10 millones de caracteres chinos. Los temas de esta enciclopedia incluyen fenómenos naturales, historia, literatura, derecho, astronomía, geografía, arte, etc.
Esta obra fue impresa en 1726 usando tipos movibles de cobre. Ocupa alrededor de 10000 rollos, y fueron hechas alrededor de 60 copias.
Uno de los hermanos de Yongzheng patrocinó el proyecto por un tiempo, aunque Yongzheng daba crédito exclusivamente a su padre, Kangxi.